# Odoardo Vicinelli
Odoardo Vicinelli (né en 1683 à Rome et mort à Rome en 1755), est un peintre italien de la période du rococo de l'école romaine, qui a été actif au XVIIIe siècle. 

## Biographie
Odoardo Vicinelli fut un élève de Giovanni Maria Morandi à Rome.
À Rome, il a également travaillé avec Pietro Nelli et fut inscrit à l'Accademia di San Luca.

## Œuvres
- Vierge Marie avec l'Enfant et des saints, Musée diocesain, Sermoneta.
- Retable du maître-autel, église Santa Maria in Monticelli, Rome.
- La Madonna Addolorata con simboli della Passione, musée civique, Osimo.
- Il transito della santa sorretta da due angeli et Santa Caterina in gloria, fresques de la chapelle de Santa Caterina Fieschi Adorno, église San Giovanni Battista dei Genovesi à Trastevere, Rome.